# José Omar Pastoriza
José Omar Pastoriza (Rosario, 1942. május 23. – 2004. augusztus 2.) válogatott argentin labdarúgó, edző.

## Pályafutása

### A válogatottban
1966 és 1972 között 18 alkalommal szerepelt az argentin válogatottban és 1 gólt szerzett. Részt vett még az 1966-os világbajnokságon.

## Sikerei, díjai

### Játékosként
Independiente
- Argentin bajnok (3): Nacional 1967, Metropolitano 1970, Metropolitano 1971
- Copa Libertadores (1): 1972

### Edzőként
Independiente
- Argentin bajnok (3): Nacional 1977, Nacional 1978, Metropolitano 1983
- Copa Interamericana (1): 1975
- Copa Libertadores (1): 1984
- Interkontinentális kupa győztes (1): 1984

Fluminense
- Carioca bajnok (1): 1985
- Taça Guanabara (1): 1985